# Араи, Нобуо
Нобуо Араи (яп. 新井 信男 Араи Нобуо, 1909 - 15 июня 1990) — японский пловец, призёр Олимпийских игр.
Нобуо Араи родился в 1909 году.
В 1928 году на Олимпийских играх в Амстердаме Нобуо Араи завоевал серебряную медаль в эстафете 4×200 м вольным стилем. Также он участвовал в состязаниях на дистании 1500 м вольным стилем, но стал четвёртым в полуфинале.